# Gai Fabi Píctor (pintor)
Gai Fabi Píctor (en llatí: Gaius Fabius Pictor) va ser un pintor romà de la gens Fàbia. Va rebre l'agnomen Píctor ('pintor'), que va passar com a cognomen als seus descendents, els Fabi Píctor.
Va decorar amb pintures el temple de Salus per encàrrec del dictador Gai Juni Bubulc Brut quan va ser censor l'any 307 aC. Bubulc Brut havia dedicat el temple durant la seva dictadura l'any 302 aC.
Segurament les pintures de les parets del temple representaven la batalla que havia guanyat Bubulc Brut als samnites. Aquesta és la pintura romana més antiga de què hi ha constància. El temple es va cremar durant el regnat de Claudi, i Dionís d'Halicarnàs lloa la gran correcció del dibuix, la gràcia dels colors i l'absència de tota afectació.